# Amarok (software)
Amarok é um programa de computador voltado à organização e reprodução de áudio para o ambiente desktop KDE, compatível com sistemas operacionais Unix tais como o Linux e o FreeBSD. Haverá uma versão compatível com o Microsoft Windows em sua próxima iteração. Embora possa operar como os programas tradicionais, com pastas e listas de reprodução, o Amarok utiliza o conceito de etiquetas (ou tags), popularizado pelo programa de correio eletrônico GMail e pelo sistema de busca Spotlight, do Mac OS X.

## Características
Algumas das principais características da versão 1.4 são:
- Múltiplas listas de reprodução.
- Indexação das coleções de música em um banco de dados: SQLite, MySQL ou PostgreSQL.
- Integração com outras aplicações do KDE, como o gravador de CD K3b e o navegador Konqueror.
- Possibilidade de baixar letras de música e capas de álbuns da Internet.
- Aparência configurável através de CSS.
- Suporte ao DCOP.
- Integração com a loja de áudio virtual Magnatune, que se caracteriza por vender música sem DRM e por ser independente de gravadoras.
- Suporte a dispositivos de áudio como o iPod.